# Xylia xylocarpa
Xylia xylocarpa ist ein Baum in der Familie der Mimosengewächse aus Indien, Bangladesch und dem nördlichen Südostasien.

## Beschreibung
Xylia xylocarpa wächst als laubabwerfender, recht schnellwüchsiger Baum bis über 25 (bis 40) Meter hoch. Der Stammdurchmesser erreicht über 75 Zentimeter. Es werden, wenn überhaupt, nur kleinere Wurzelanläufe gebildet, selten Brettwurzeln. Die graue-braune Borke ist rau und schuppig bis abblätternd.
Die wechselständigen und gestielten Laubblätter sind doppelt paarig gefiedert mit zwei Fiedern 1. Ordnung mit jeweils bis zu 14 (13) Blättchen. Wobei beim ersten Blättchenpaar meist eins reduziert ist oder ganz fehlt. Der rinnige Blattstiel ist bis etwa 4–9 Zentimeter lang mit einem Pulvinus an der Basis. Die leicht ledrigen, kahlen, kurz gestielten und ganzrandigen, eiförmigen bis verkehrt-eiförmigen oder elliptischen Blättchen sind bis zu 16 Zentimeter lang sowie spitz bis zugespitzt. Zwischen den Blättchenpaaren und oben am Blattstiel sind rötliche Drüsen vorhanden. Die kleinen Nebenblätter sind abfallend.
Es werden achselständige, kleine und dichte, vielblütige, gestielte Köpfchen gebildet. Die Blütenstandsstiele sind bis etwa 7 Zentimeter lang und feinhaarig. Die duftenden, kleinen, meist zwittrigen und gelblich-weißen, fünfzähligen Blüten sind sitzend mit doppelter Blütenhülle. Der bis 4 Millimeter lange, behaarte Kelch ist becherförmig verwachsen mit kleinen Zähnen. Die fast freien, fein behaarten, schmal verkehrt-eiförmigen Kronblätter sind aufrecht und bis 5 Millimeter lang. Es sind 10 vorstehende Staubblätter vorhanden, mit einer, meist früh abfallenden, gestielten Drüse an der Spitze. Der einkammerige, behaarte Fruchtknoten ist oberständig mit langem, schlankem Griffel und minimaler Narbe.
Es werden bis zu 16 Zentimeter lange, flache, fein schorfige, kahle, holzige und mehrsamige, sichelförmige Hülsenfrüchte mit elastischen Fruchtklappen gebildet. Die bis zu 10 braunen, glatten, bis 14 Millimeter langen Samen sind flach und eiförmig bis elliptisch oder rundlich mit einem undeutlichen „Pleurogram“.

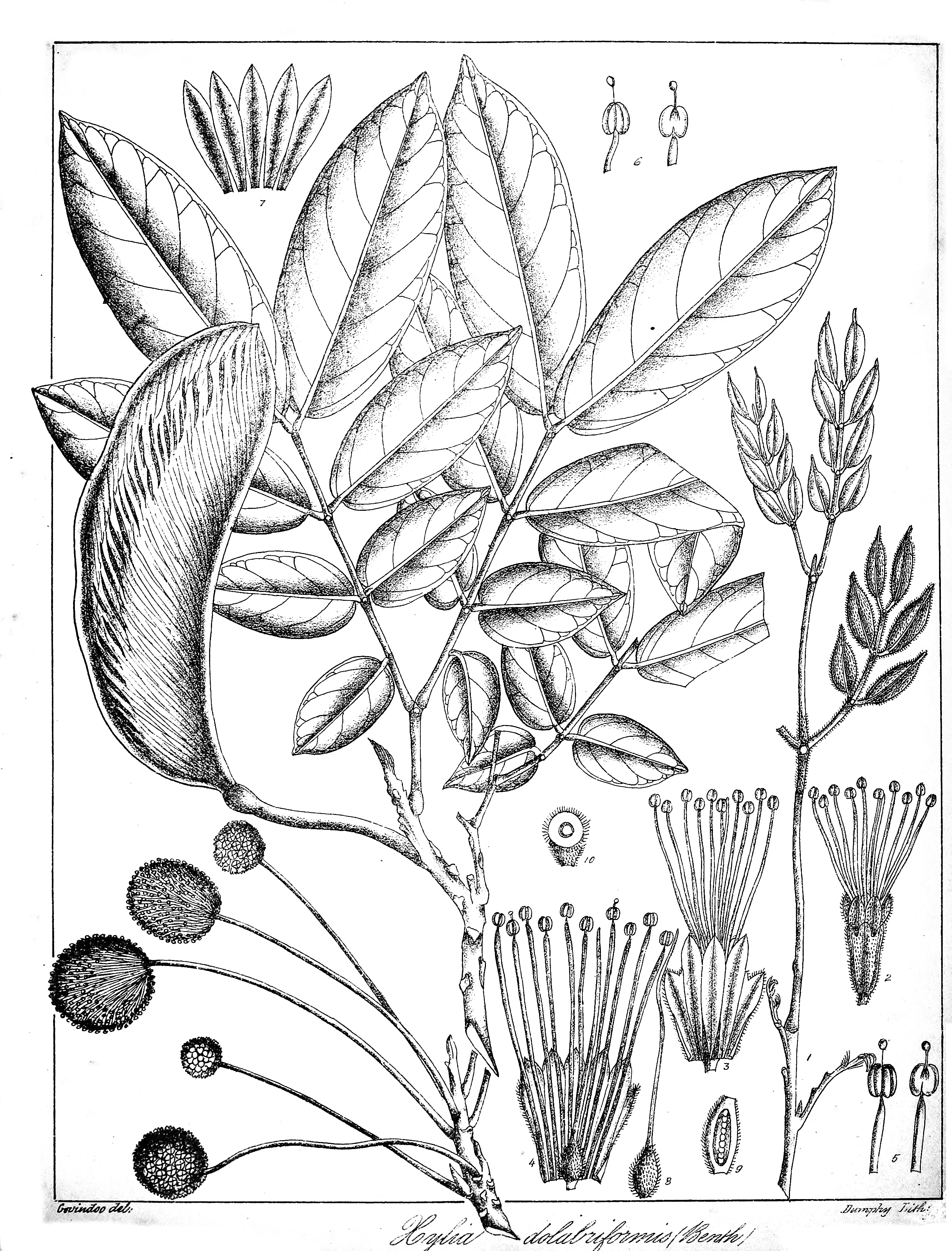
Illustration
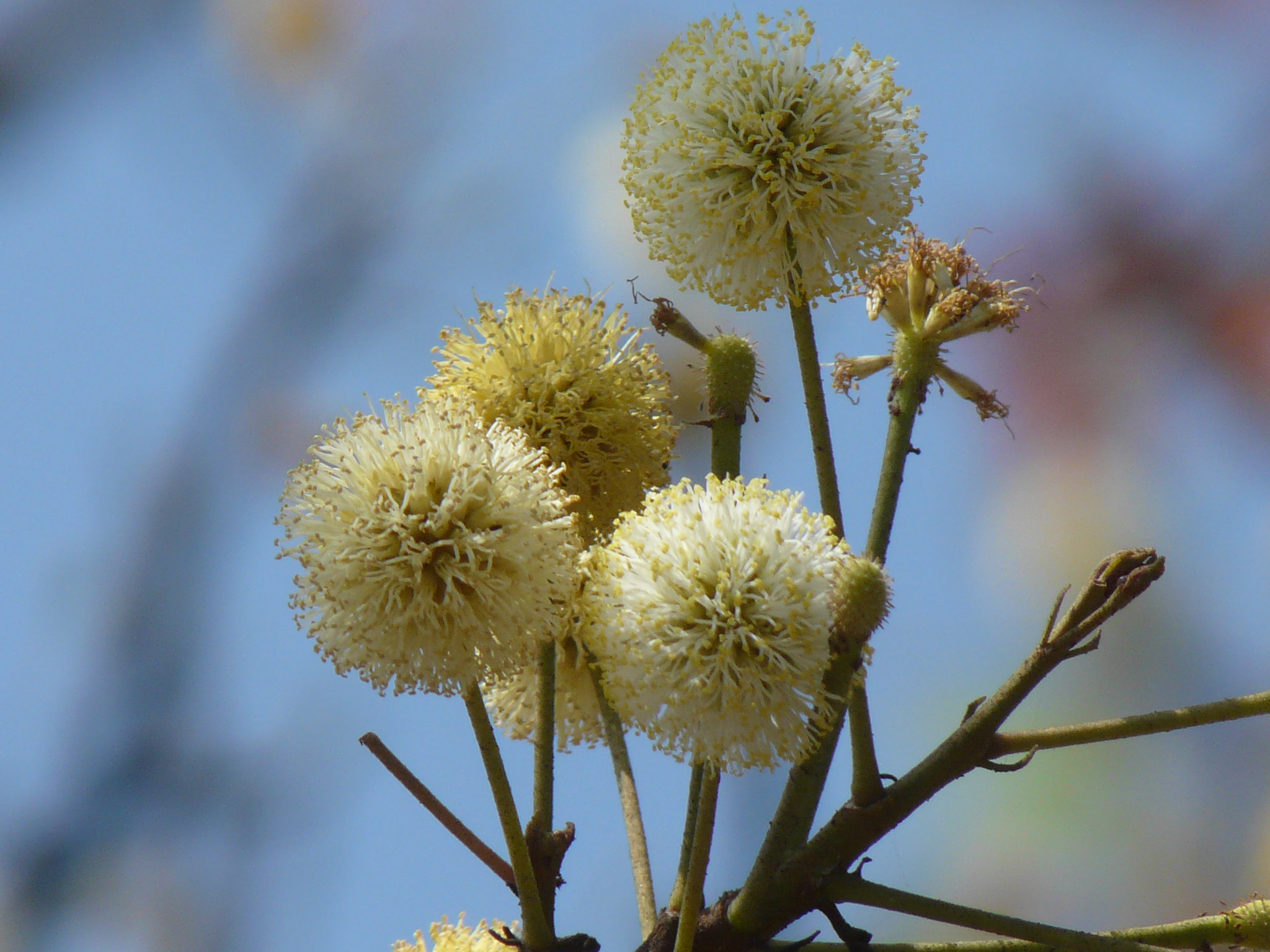
Blütenstände
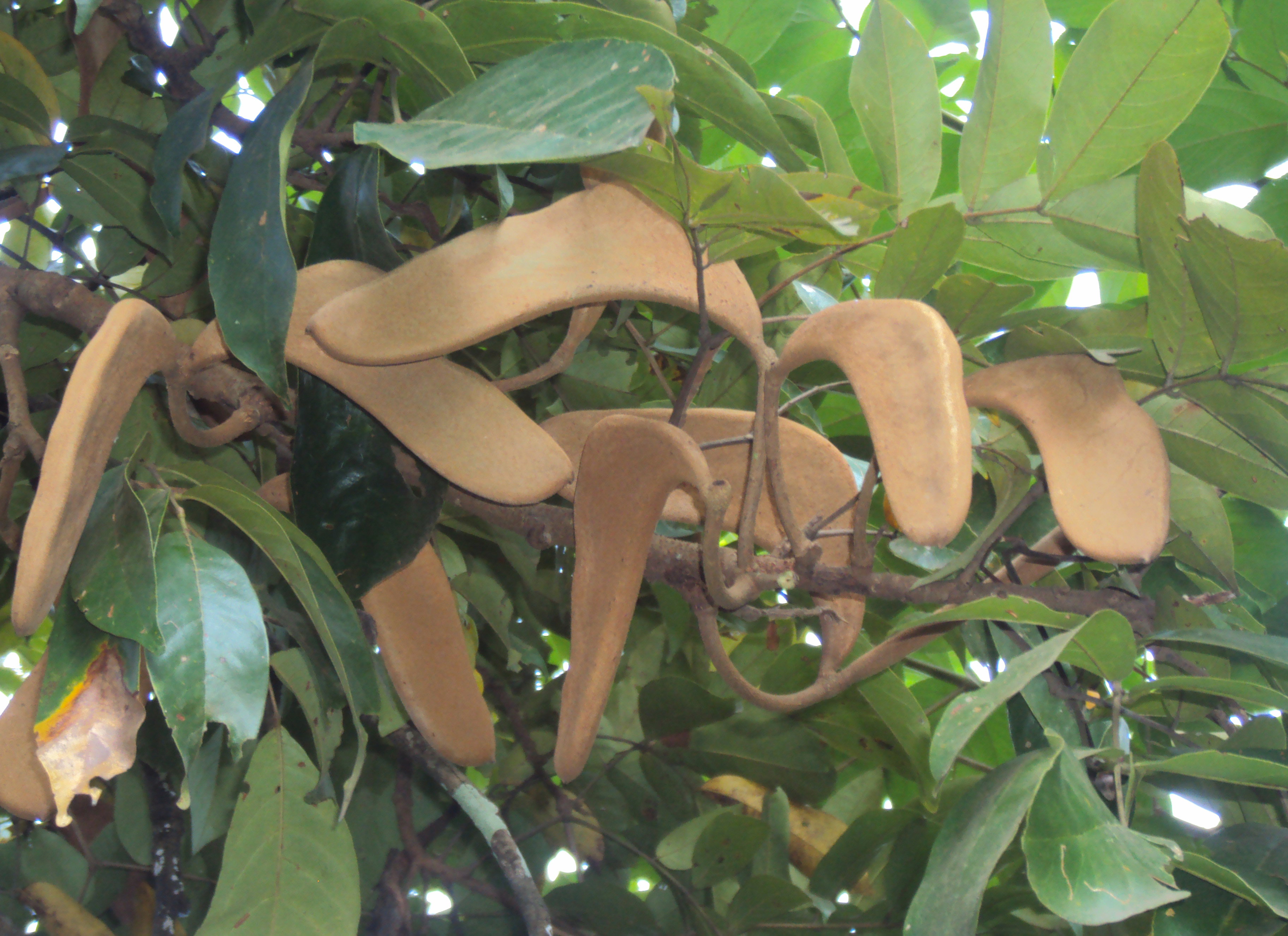
Fruchtstände
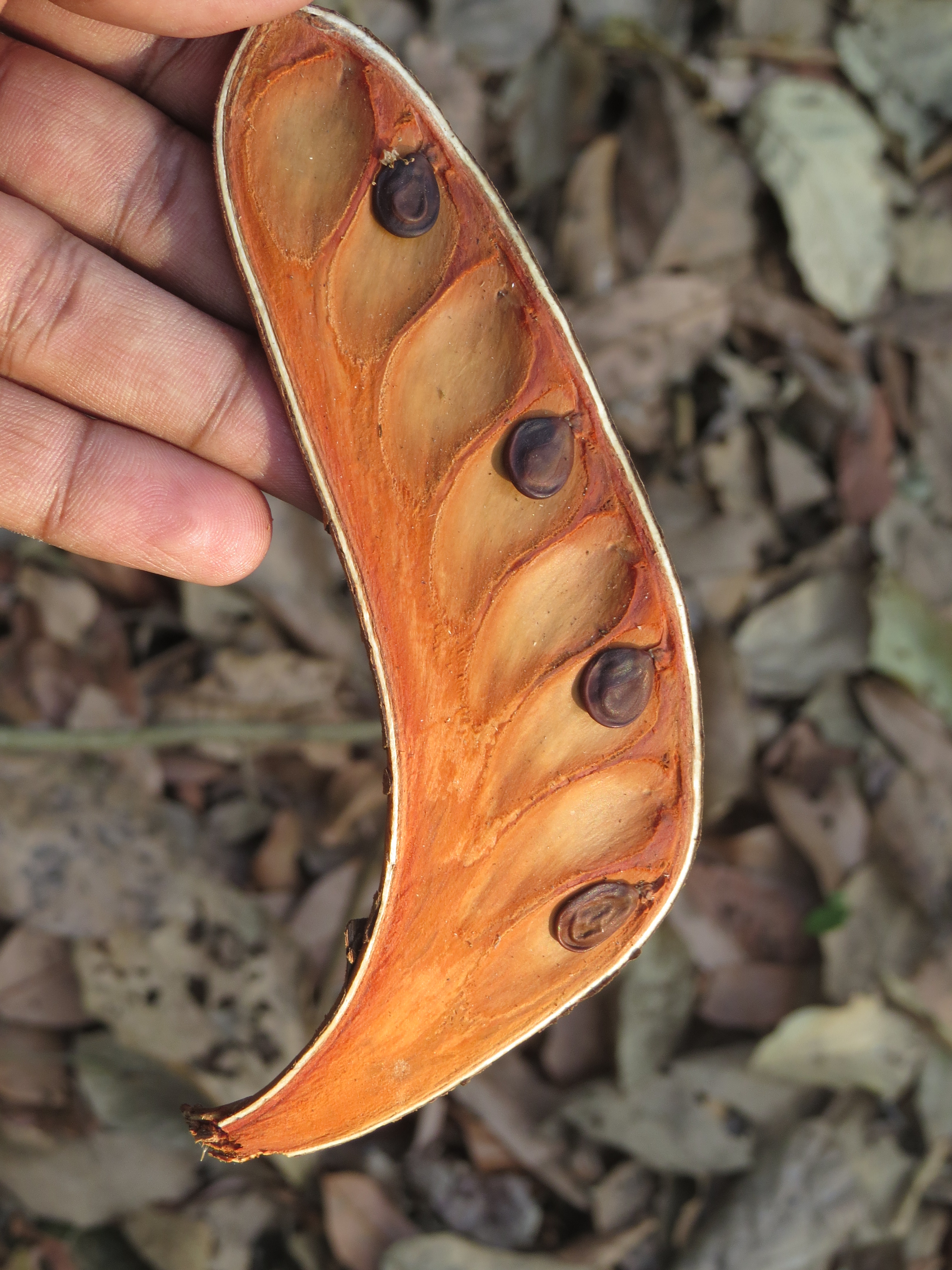
Eine Fruchtklappe mit Samen

## Verwendung
Das sehr schwere, harte und sehr beständige Holz, Eisenholz, wird vielfältig genutzt. Es ist bekannt als Pyinkado, Acle oder Burma Ironwood, Burma Eisenholz.